# Viviano Orfini
Viviano Orfini (ur. 23 sierpnia 1751 w Foligno, zm. 8 maja 1823 w Rzymie), włoski duchowny katolicki, urzędnik administracji Państwa Kościelnego, kardynał.
Od 1778 pozostawał w służbie papieskiej, początkowo jako referendarz Trybunału Sygnatury Apostolskiej. Później pełnił obowiązki gubernatora Sabiny i Fano; od grudnia 1788 nosił godność kanonika bazyliki watykańskiej. Był m.in. wykonawcą testamentu kardynała Corsiniego (1795). Opuścił Rzym po ustanowieniu Republiki, powrócił w 1801. Po 1814 zarządzał kilkoma dziedzinami życia administracyjnego Państwa Kościelnego. Nieznane są szczegóły na temat przyjmowania przez niego święceń.
10 marca 1823 Pius VII wyniósł go do godności kardynalskiej. Orfini miał objąć diakonię Sant'Angelo in Pescheria, zmarł jednak już 8 maja 1823, przed konsystorzem zaplanowanym na 16 maja. Pochowany został w swoim niedoszłym kościele tytularnym. 